# Kusuriyubi-one
Kusuriyubi-one är en bergstopp i Antarktis. Den ligger i Östantarktis. Norge gör anspråk på området. Toppen på Kusuriyubi-one är 1 329 meter över havet.
Terrängen runt Kusuriyubi-one är varierad. Trakten är obefolkad. Det finns inga samhällen i närheten. 